# Oyeniyi Abejoye
Oyeniyi Ezekiel Abejoye (* 16. Januar 1994 in Lagos) ist ein nigerianischer Leichtathlet, der sich auf den 110-Meter-Hürdenlauf spezialisiert hat.

## Sportliche Laufbahn
Erste internationale Erfahrungen sammelte Oyeniyi Abejoye 2018 bei den Commonwealth Games im australischen Gold Coast, bei denen er mit 14,10 s in der ersten Runde ausschied. Anschließend nahm er an den Afrikameisterschaften in Asaba teil und gewann dort in 13,87 s die Silbermedaille hinter dem Südafrikaner Antonio Alkana. Im Jahr darauf nahm er erstmals an den Afrikaspielen in Rabat teil und gewann auch dort in 13,90 s die Silbermedaille, diesmal hinter dem Algerier Amine Bouanani. 2022 klassierte er sich bei den Afrikameisterschaften in Port Louis mit 13,82 s auf dem fünften Platz.
2021 wurde Abejoye nigerianischer Meister im 110-Meter-Hürdenlauf.

## Persönliche Bestleistungen
- 110 m Hürden: 13,67 s (+0,2 m/s), 21. Juni 2019 in Decatur